# Margarida de Foix-Candale
Margarida de Foix-Candale (Foix, 1473 — Castres, 9 de outubro de 1536) foi marquesa consorte de Saluzzo pelo seu casamento com Luís II de Saluzzo. Também foi regente de Saluzzo de 1504 a 1526.

## Família
Margarida foi a segunda filha, quarta e última criança nascida de João de Foix, 1.° Conde de Kendal e de Margarida Kerdeston. Os seus avós paternos eram Gastão I de Foix-Grailly e Margarida de Albret. Os seus avós maternos eram Sir Tomás Kerdeston e Isabel de la Pole.
Ela teve três irmãos: Gastão, foi casado com Catarina de Foix e depois com Isabel de Albret; João, visconde de Meilles e conde de Fleix e Gurson, marido de Ana de Villeneuve, e Catarina, esposa do conde Carlos I de Armagnac.

## Biografia
Em 1492, Margarida casou-se com o marquês Luís II, filho de Luís I de Saluzzo e de Isabel de Monferrato. Antes, ela havia sido casado com Joana de Monferrato, até sua morte, em 1490.
O casal teve cinco filhos.
No ano de 1502, a marquesa acompanhou sua sobrinha, a rainha Ana, esposa de Vladislau II da Hungria, da cidade de Saluzzo para Veneza num tour de casamento da França até a Hungria, quando Ana visitou seus parentes em Saluzzo.
Após a morte de Luís, em 1504, Margarida tornou-se regente do marquesado em nome de seu filho primogênito, Miguel Antônio.
Em 1506, a marquesa viajou para Buda a pedido da sobrinha, que estava em sua segunda gravidez.
Margarida faleceu em Castres, no dia 9 de outubro de 1536, com cerca de 63 anos de idade. Ela foi sepultada na Catedral de Castres, na França.

## Descendência
- Miguel Antônio de Saluzzo (26 março de 1495 – 18 de outubro de 1528), sucessor do pai. Não se casou e nem teve filhos;
- João Luís I de Saluzzo (21 de outubro de 1496 – 1563), sucessor do irmão. Não se casou e nem teve filhos;
- Francisco Luís de Saluzzo (25 de fevereiro de 1498 – 28 de março de 1537), sucessor do irmão. Não se casou e nem teve filhos;
- Adriano de Saluzzo (20 de outubro de 1499 – junho de 1501);
- João Gabriel de Saluzzo (26 de setembro de 1501 – 29 de julho de 1548), sucessor do irmão. Não se casou e nem teve filhos.